# Tatankaceratops
Tatankaceratops (significando "cabeça com cifre de bisão") é um controverso gênero de dinossauro herbívoros Ceratopsia. É um pequeno chasmosaurinae ceratopsia que viveu durante o  período Cretáceo (último estágio Maastrichtiano) no que hoje é Dakota do Sul. É conhecido de uma única parte de crânio que foi coletado da Formação Hell Creek , datando de há 65,5 milhões de anos. Tatankaceratops foi descrito por Christopher J. Ott e L. Peter Larson em 2010 e o  tipo de espécie é Tatankaceratops sacrisonorum.
Tatankaceratops representaria um novo táxon de um pequeno ceratopsiano chasmosaurinae, cujo comprimento do crânio teria aproximadamente 1 m e o tamanho total do animal não passaria de 3m. Os autores discutem que todos os elementos esqueletais, apesar do tamanho, pertenceriam a um animal adulto, e isso, somado a diferenças morfológicas significativas entre o material desse espécime e o de outros ceratopsídeos contemporâneos suportaria a designação de um novo táxon.
Em 2011, Nick Longrich publicou um documento contendo uma breve re-avaliação de Tatankaceratops. Longrich sugeriu que Tatankaceratops parecia possuir uma mistura bizarra de características de  espécimes de Tricerátopos adultos e juvenis. Longrich observou que este animal pode representar um espécie Triceratopo anão ou simplesmente um  espécime Triceratopo com um transtorno do desenvolvimento que o fez parar de crescer prematuramente.  Outros paleontologistas, incluindo Thomas R. Holtz Jr. , escreveram que "suspeito fortemente" que o Tatankaceratops é apenas um espécime juvenil de Triceratops.
Tudo aponta para afinidades com os ceratopsídeos chasmosaurinae, no entanto os autores destacam que uma melhor preparação do material é necessária e que a descoberta de outros espécimes com caracteres preservados que sejam mais filogenéticamente informativos tornariam mais claras as relações desse táxon com outras formas neoceratopsianas.